# Llista de compositores per data de naixement

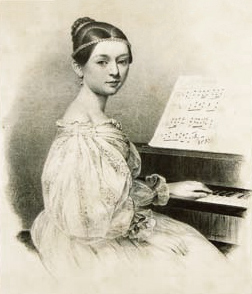
Compositora i pianista Clara Wieck

La següent és una llista de dones compositores que formen part de la tradició clàssica occidental, ordenades pel seu any de naixement. Els noms de compositores dones són encara, en gran part, absents als llibres d'història de la música i als programes de concert que constitueixen el cànon occidental musical, tot i que un gran nombre de dones ha compost música.

## Anteriors alseglexvi
- Enheduanna (fl. c. 2300 BCE) – L'escriptora coneguda més antiga de textos literaris de temàtica musical.[2]
- Safo (n. ca. 612 BCE) – La segona escriptora coneguda més antiga de textos referents a la música.
- Cai Yan (c.175–c.240)
- Cosroèntoque (fl. s.XVIII)
- Sahakduxt (fl. s.XVIII)
- Kàssia de Constantinoble (c.810–abans 867)
- Heloïsa (c. 1090–1164)
- Hildegarda de Bingen (1098–1179)
- Herrada de Landsberg (c. 1130–1195)
- Azalais de Porcairagues (fl. mitjans s. XII)
- Iseut de Capio (c.1140–?)
- Tibors (fl. mitjans s. XII)
- Maria de França (1175?–1225?)
- Alamanda de Castelnau (fl. segona meitat s. XII)
- Maria de Ventadorn (segona meitat s. XII)
- Beatritz de Dia (fl. s.XII-XIII)
- Blanca de Castella i d'Anglaterra (1188–1252)
- Castelloza (fl. s.XIII)
- Margot (fl. s.XIII)
- Gertrude de Dagsburg (fl. s.XIII)
- Maroie de Dregnau de Lille (fl. s.XIII)
- Sainte des Prez (fl. s.XIII)
- Lorete (fl. s.XIII)
- Garsenda de Proensa (fl. s.XIII)

## Segle XVI
- Gaspara Stampa (1523–1554)
- Maddalena Casulana (c.1540–c.1590)
- Paola Massarenghi (fl. 1565–1585)
- Lucia Quinciani (c. 1566, fl. 1611)
- Claudia Sessa (c. 1570–entre 1613 i 1619)
- Cesarina Ricci de Tingoli (c. 1573, fl. 1597)
- Vittoria Aleotti (c.1575–posterior a 1620)
- Sulpitia Cesis (1577–posterior a 1619)
- Adriana Basile (c. 1580–c. 1640)
- Francesca Caccini (1587–1640?)
- Caterina Assandra (c. 1590–posterior a 1618)
- Alba Trissina (ca.1590–posterior a 1638)
- Lucrezia Orsina Vizzana (1590–1662)
- Settimia Caccini (1591–1638?)
- Claudia Rusca (1593–1676)

## Seglexvii
- Chiara Margarita Cozzolani (1602–1678)
- Leonora Duarte (1610–1678)
- Leonora Baroni (1611–1670)
- Elisabet Sofia de Mecklenburg, duquessa de Brunsvic-Lüneburg (1613–1676)
- Francesca Campana (c. 1615–1665)
- Barbara Strozzi (1619–1677)
- Isabella Leonarda (1620–1704)
- Mlle Bocquet (principis s. XVII–posterior a 1660)
- Lady Mary Dering (1629–1704)
- Maria Francesca Nascinbeni (c. 1640–1680)
- Esther Elizabeth Velkiers (1640–1685)
- Amàlia Caterina de Waldeck-Eisenberg (1640–1697)
- Antonia Bembo (c. 1640–c. 1720)
- Maria Cattarina Calegari (1644–1675)
- Marieta Morosina Priuli (fl. 1665)
- Mme Sicard (fl.1678)
- Rosa Giacinta Badalla (1660–1710)
- Angiola Teresa Moratori Scanabecchi (1662–1708)
- Élisabeth Jacquet de La Guerre (1665–1729)
- Françoise-Charlotte de Senneterre Ménétou (1679–1745)
- Maria de Raschenau (fl. 1690s–1703)
- Michielina della Pietà (fl. c. 1701–1744)
- Caterina Benedicta Grazianini (fl. 1705–15 [b.ca.1685])
- Camilla de Rossi (fl. 1707–1710)
- Julie Pinel (fl. 1710–1737)
- Maria Margherita Grimani (fl. 1713–1718 [b.ca.1690])
- Mrs Philarmonica (fl. 1715)
- Marie-Anne-Catherine Quinault (1695–1791)

## 1701–1750

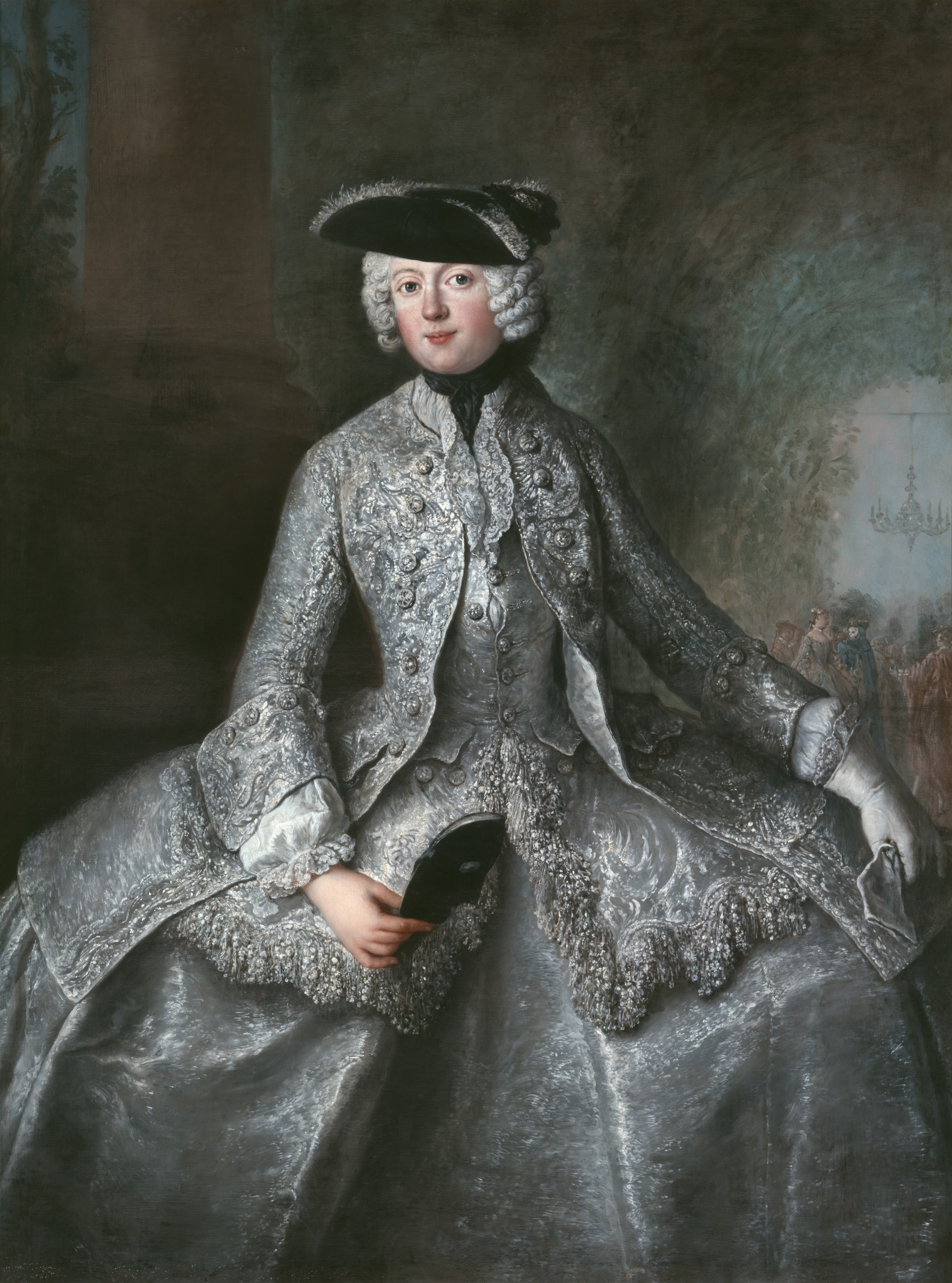
Princesa Anna Amalia de Prússia

- Rosanna Scalfi Marcello (1704 o 1705–posterior a 1742)
- Zanetta Farussi (1707–1776)
- Guillemina de Prússia (1709-1758), margravina de Bayreuth
- Mlle Guédon de Presles (principi s. XVIII-1754)
- Maria Bàrbara de Bragança (1711–1758)
- Luise Adelgunda Gottsched (1713–1762)
- Santa della Pietà (c. 1715?–posterior a 1774) (fl. c. 1725–1750)
- Felipa Carlota de Prússia (1716–1801)
- Mlle Duval (1718–posterior a 1775)
- Elisabeth de Haulteterre (c. 1720?–after 1768) (fl. 1737–1768)
- Agata della Pietà (c. 1720?–?) (fl. c. 1800)
- Maria Teresa Agnesi (1720–1795)
- Anna Amàlia de Prússia (1723–1787)
- Maria Antònia de Baviera (1724–1780)
- Diamante Medaglia Faini (1724–1770)
- Miss Davis (c. 1726–posterior a 1755)
- Elisabetta de Gambarini (1731–1765)
- Josina van Aerssen (Baronessa Boetzelaer) (1733–1787)
- Mme Papavoine (nascuda c. 1735, fl. 1755–61)
- Hélène-Louise Demars (b. c. 1736)
- Anna Bon (nascuda c. 1738/1739)
- Anna Amàlia de Brunsvic-Wolfenbüttel, duquessa de Saxònia-Weimar-Eisenach (1739–1807)
- Mlle Guerin (nascuda c. 1739, fl. 1755)
- Isabelle de Charrière (Belle van Zuylen) (1740–1805)
- Elisabeth Olin (1740–1828)
- Maria Carolina Wolf (1742–1820)
- Anne Louise Boyvin d'Hardancourt Brillon de Jouy (1744–1824)
- Marianne von Martínez (1744–1812)
- Maddalena Laura Sirmen (1745–1818)
- Marie Emmanuelle Bayon Louis (1746–1825)
- Genovieffa Ravissa de Turin (1745/50–1807)
- Henriette Adélaïde Villard de Beaumesnil (1748–1813)
- Gertrud Elisabeth Mara (1749–1833)
- Polly Young, o Maria Barthélemon (1749–1799)
- Elizabeth Anspach (1750–1828)
- Elizabeth Joanetta Catherine von Hagen (1750–1809/10)

## 1751–1800
- Maria Anna Mozart (1751–1829)
- Corona Schröter (1751–1802)
- Juliane Reichardt (Juliane Benda) (1752–1783)
- Jane Savage (1752/3–1824)
- Charlotte von Brandenstein (1754–1813)
- Josepha Duschek (1754–1824)
- Maria Theresia Ahlefeldt (1755–1810)
- Mary Linwood (1755/6–1845)
- Francesca Lebrun (1756–1791)
- Georgiana Cavendish, Duquessa de Devonshire (1757–1806)
- Charlotte Caroline Wilhelmine Bachmann (1757–1817)
- Harriett Abrams (1758–1821)
- Josepha Barbara Auernhammer (1758–1820)
- Marianna Auenbrugger (1759–1782)
- Maria Rosa Coccia (1759–1833)
- Maria Theresia von Paradis (1759–1824)
- Sophia Maria Westenholz (1759–1838)
- Christina Charlotta Cederström (1760–1832)
- Katerina Maier (c. 1760–posterior a 1800)
- Maria Hester Park, (1760–1813)
- Marie-Elizabeth Cléry (1759–1809)
- Dorothea Jordan (1761–1816)
- Ekaterina Siniavina (1761–1784)
- Adelheid Maria Eichner (1762–1787)
- Jane Mary Guest (c. 1762–1846)
- Ann Valentine (1762–1842)
- Anna Maria Crouch (1763–1805)
- Hélène de Montgeroult (1764–1836)
- Charlotte Wilhelmina Franziska Brandes (1765–1788)
- Elizabeth Billington (1765–1818)
- Jeanne-Hippolyte Devismes (1765–?1834)
- Anne-Marie Krumpholtz (1766–1813)
- Caroline Wuiet (1766–1835)
- Cecilia Maria Barthélemon (1767–1859)
- Julie Candeille (1767–1834)
- Margarethe Danzi (1768–1800)
- Maria Theresa Bland (c. 1769–1838)
- Veronica Rosalia Dussek (1769–1833)
- Nannette Streicher (1769–1833)
- Vincenta Da Ponte (fl. segona meitat del s. XVIII)
- Klementyna Grabowska (1771–1831)
- Lucile Grétry (1772–1790)
- Maria Frances Parke (1772–1822)
- Sophie Bawr (1773–1860)
- Maria Brizzi Giorgi (1775–1822)
- Sophia Corri Dussek (1775–1847)
- Margaret Essex (1775–1807)
- Sophie Gail (1775–1819)
- Sophie Gay (1776–1852)
- Pauline Duchambge (1778–1858)
- Louise Reichardt (1779–1826)
- Ekaterina Likoshin (fl. 1800–1810)
- Sophie Lebrun (1781–1863)
- Charlotta Seuerling (1782–1828)
- Hortense de Beauharnais (1783–1837)
- Henriette Löfman (1784–1836)
- Bettina von Arnim (Bettina Brentano) (1785–1859)
- Catherina Cibbini-Kozeluch (1785–1858)
- Isabella Colbran (1785–1845)
- Fanny Krumpholtz Pittar (1785–1815)
- Marie Bigot (1786–1820)
- Caroline Boissier-Butini (1786–1836)
- Le Sénéchal de Kerkado (c. 1786–posterior a 1805)
- Elena Asachi (1789–1877)
- Maria Agata Szymanowska (1789–1831)
- Harriet Browne (1790–1858)
- Gertrude van den Bergh (1793–1840)
- Amàlia de Saxònia (1794–1870)
- Olivia Buckley (nascuda a mitjans 1790–posterior a 1845)
- Mme Delaval (fl. 1791–1802)
- Hedda Wrangel (1792–1833)
- Caroline Ridderstolpe (1793–1878)
- Helene Liebmann (1796–1835)
- Mathilda d'Orozco (1796–1863)
- Emilie Zumsteeg (1796–1857)
- Annette von Droste-Hülshoff (1797–1848)
- Virginie Morel-du Verger (1799–1869)
- Maria Fredrica von Stedingk (1799–1868)
- Filipina Brzezińska-Szymanowska (1800–1886)
- Susanna Nerantzi (fl. 1830–1840)

## 1851–1875
- Mary Grant Carmichael (1851–1935)
- Gabrielle Ferrari (1851–1921)
- Annie Fortescue Harrison (1851–1944)
- Helena Munktell (1852–1919)
- Amanda Röntgen-Maier (1853–1894)
- Teresa Carreño (1853–1917)
- Josephine Troup (1853–1912)
- Julie Rivé-King (1854–1937)
- Maude Valérie White (1855–1937)
- Cecilia Arizti (1856–1930)
- Eva Dell'Acqua (1856–1930)
- Kateřina Emingerová (1856–1934)
- Helen Hopekirk (1856–1945)
- Natalia Janotha (1856–1932)
- Gilda Ruta (1856–1932)
- Mary Elizabeth Turner Salter (1856–1938)
- Berta Bock (1857–1945)
- Cécile Chaminade (1857–1944)
- Rosalind Frances Ellicott (1857–1924)
- Ethel R. Harraden (1857–1917)
- Mathilde Kralik von Mayerswalden (1857–1944)
- Mary Knight Wood (1857–1944)
- Emma Mundella (1858–1896)
- Carrie B. Wilson Adams (1858–1940)
- Mélanie Bonis (1858–1937)
- Catharina van Rennes (1858–1940)
- Guy d'Hardelot (1858–1936)
- Hilda Sehested (1858–1936)
- Ethel Smyth (1858–1944)
- Stella Stocker (1858–1925)
- Hedwige Chrétien (1859–1944)
- Laura Sedgwick Collins (1859–1927)
- Narcisa Freixas (1859–1926)
- Vincenza Garelli della Morea (1859–posterior a 1924)
- Susie Frances Harrison (1859–1935)
- Elisabeth Meyer (1859–1927)
- Ida Georgina Moberg (1859–1947)
- Teresa Tanco Cordovez de Herrera (1859–1946)
- Hope Temple (1859–1938)
- Ellen Wright (1859–1904)
- Laura Valborg Aulin (1860–1928)
- Celeste de Longpré Heckscher (1860–1928)
- Halina Krzyżanowska (1860–1937)
- Amy Woodforde-Finden (1860–1919)
- Mary J. A. Wurm (1860–1938)
- Florence Aylward (1862–1950)
- Carrie Bond (1862–1946)
- Dora Bright (1862–1951)
- Liza Lehmann (1862–1918)
- Adela Maddison (1862–1929)
- Mona McBurney (1862–1932)
- Edith Swepstone (1862–1930)
- Marian Arkwright (1863–1922)
- Maria Chefaliady-Taban (1863–1932)
- Abbie Gerrish-Jones (1863–1929)
- Helen Francis Hood (1863–1949)
- Izabella Kuliffay (1863–1945)
- Alicia Adélaide Needham (1863–1945)
- Cornélie van Oosterzee (1863–1943)
- Florence Maude Ewart (1864–1949)
- Eleanor Everest Freer (1864–1942)
- Alice Tegnér (1864–1943)
- Carme Karr i Alfonsetti (1865-1943)
- Borghild Holmsen (1865–1938)
- Amanda Ira Aldridge (1866–1956)
- Henriette van den Boorn-Coclet (1866–1945)
- Clara Anna Korn (1866–1941)
- Laura Lemon (1866–1924)
- Alice Sauvrezis (1866–1946)
- Tekla Griebel Wandall (1866–1940)
- Amy Beach (1867–1944)
- Margherita Galeotti (1867–posterior a 1912)
- Amy Elsie Horrocks (1867–posterior a 1915)
- Margaret Ruthven Lang (1867–1972)
- Gisella Delle Grazie (nascuda c.1868, fl. 1894–95)
- Signe Lund (1868–1950)
- Annie Patterson (1868–1934)
- Joséphine Boulay (1869–1925)
- Virginia Mariani Campolieti (1869–1941)
- Maria Antonietta Picconi (1869–1926)
- Caro Roma (1869–1937)
- Patty Stair (1869–1926)
- Matilde Escalas i Xamení (1870-1936)
- Eugénie-Emilie Juliette Folville (1870–1946)
- Mon Schjelderup (1870–1934)
- Hélène-Frédérique de Faye-Jozin (1871–1942) (nom normalment abreviat com a Fréd. de Faye-Jozin)
- Jane Vieu (1871–1955)
- Isabel Güell i López (1872-1956)
- Clara Mathilda Faisst (1872–1948)
- Lluïsa Casagemas i Coll (1873-1942)
- María de las Mercedes Adam de Aróstegui (1873–1957)
- Ethel Barns (1874–1948)
- Anna Cramer (1873–1968)
- Celeste Jaguaribe de Matos Faria (1873–1938)
- Emma Lomax (1873–1963)
- Mary Carr Moore (1873–1957)
- Maude Nugent (1873/4–1958)
- Maria Lluïsa Güell López (1873/4-1933)
- Katharine Emily Eggar (1874–1961)
- Bertha Frensel Wegener (1874–1953)
- Katharine Lucke (1875–1962)
- Adele Bloesch-Stöcker (1875–1978)
- Henriette Renié (1875–1956)
- Vilma von Webenau (1875–1953)
- Sara Wennerberg-Reuter (1875–1959)

## 1876–1900
- Philippine Schick (1873-1970)
- Flor Alpaerts (1876-1954)

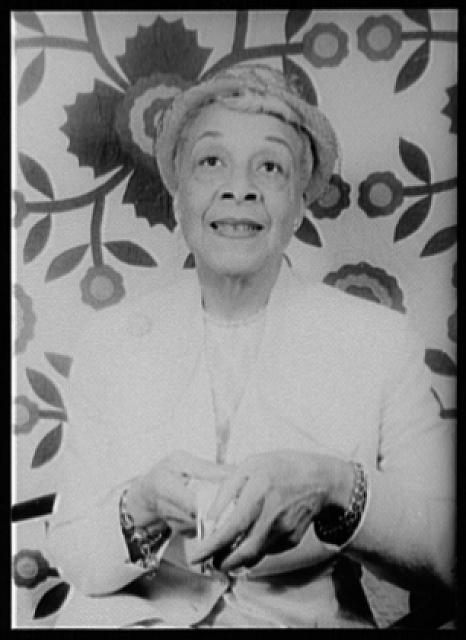
Retrat de Nora Holt, de Carl Van Vechten

- Lucia Contini Anselmi (1876–posterior a 1913)
- Hélène Fleury-Roy (1876–1957)
- Armande de Polignac (1876–1962)
- Teresa Clotilde del Riego (1876–1968)
- Mabel Wheeler Daniels (1877–1971)
- Elisabeth Kuyper (1877–1953)
- Ònia Farga i Pellicer (1878-1936)
- Jeanne Beijerman-Walraven (1878–1969)
- Eugenia Calosso (1878–1914)
- Johanna Müller-Hermann (1878–1941)
- Yuliya Veysberg (1878/1880–1942)
- Wanda Landowska (1879–1959)
- Carmela Mackenna (1879–1962)
- Alma Mahler (1879–1964)
- Poldowski (1879–1932)
- Johanna Senfter (1879–1961)
- Ethel Scarborough (1880–1956)
- Gena Branscombe (1881–1977)
- Reine Colaço Osorio-Swaab (1881–1971)
- Nancy Dalberg (1881–1949)
- Fannie Charles Dillon (1881–1974)
- Marion Bauer (1882–1955)
- Mary Howe (1882–1964)
- Verdi Karns (1882–1925)
- Ernestina Lecuona Casado (1882–1951)
- Mary Lucas (1882–1952)
- Adaline Shepherd (1883–1950)
- Dina Appeldoorn (1884–1938)
- Marguerite Béclard d'Harcourt (1884–1964)
- May Brahe (1884–1956)
- Nora Holt (1884–1974)
- Giulia Recli (1884–1970)
- Blanca Selva (1884–1942)
- Lily Strickland (1884–1958)
- María Grever (1885–1951)
- Eva Jessye (1885–1992)
- Mana Zucca (1885–1981)
- Dora Pejačević (1885–1923)
- Giovanna Bruna Baldacci (1886–posterior a 1919)
- Alice Barnett (1886–1975)
- Christabel Baxendale (1886–posterior a 1951)
- Rebecca Helferich Clarke (1886–1979)
- Ellen Coleman (1886–1973)
- Elizabeth Gyring (1886–1970)
- Ethel Leginska (1886–1970)
- Nadia Boulanger (1887–1979)
- Mildred Couper (1887–1974)
- Clara Edwards (1887–1974)
- Emilia Gubitosi (1887–1972)
- Florence Beatrice Price (1887–1953)
- May Aufderheide (1888–1972)
- Carmen Barradas (1888–1963)
- Johanna Beyer (1888–1944)
- Ilse Fromm-Michaels (1888–1986)
- Anna Maria Klechniowska (1888–1973)
- Julie Reisserová (1888–1938)
- María Rodrigo Bellido (1888–1967)
- Rosy Wertheim (1888–1949)
- Emiliana de Zubeldía (1888–1987)
- Ina Boyle (1889–1967)
- Ethel Glenn Hier (1889–1971)
- Eleni Lambiri (1889–1960)
- Vally Weigl (1889–1982)
- Lydia Boucher (1890–1971)
- Marguerite Canal (1890–1978)
- Evelyn Faltis (1890–1937)
- Pauline Hall (1890–1969)
- Grace Leboy (1890–1983)
- Kathleen Lockhart Manning (1890–1951)
- Eda Rapoport (1890–1968)
- Frida Kern (1891–1988)
- Florentina Mallá (1891–1973)
- Morfydd Llwyn Owen (1891–1918)
- Catherine Murphy Urner (1891–1942)
- Johanna Bordewijk-Roepman (1892–1971)
- Mirrie Hill (1892–1986)
- Katherine K. Davis (1892–1980)
- Germaine Tailleferre (1892–1983)
- Lili Boulanger (1893–1918)
- Dorothy Gow (1893–1982)
- Helen Eugenia Hagan (1893–1964)
- Amy Upham Thomson McKean (1893–1972)
- Philippine Schick (1893–1970)
- Kalitha Dorothy Fox (1894–1934)
- Jane M. Joseph (1894–1929)
- Elsa Respighi (1894–1996)
- Sláva Vorlová (1894–1973)
- Marta Canales Pizarro (1895–1986)
- Henriëtte Bosmans (1895–1952)
- Kathleen Dale (1895–1984)
- Kathleen Richards (1895–1984)
- Maria Bach (1896–1978)
- Shirley Graham Du Bois (1896–1977)
- María Teresa Prieto (1896–1982)
- María Luisa Sepúlveda (1896–1958)
- Lucie Vellère (1896–1966)
- Benna Moe (1897–1983)
- Margaret Sutherland (1897–1984)
- Muriel Emily Herbert (1897–1984)
- Kay Swift (1897–1993)
- Barbara Giuranna (1898–1998)
- Dorothy Howell (1898–1982)
- Jeanne Leleu (1898–1979)
- Stefania Turkewich (1898-1977)
- Mansi Barberis (1899–1986)
- Radie Britain (1899–1994)
- Marcelle de Manziarly (1899–1989)
- Grete von Zieritz (1899–2001)
- Carmelina Delfin (c. 1900–posterior a 1948)

## 1900
- Paquita Madriguera (1900–1965)
- Lola Castegnaro (1900–1979)
- Zdenka Ticharich (1900–1979)
- Elinor Remick Warren (1900–1991)
- Lotte Backes (1901–1990)
- Ruth Crawford Seeger (1901–1953)
- Sophie Carmen Eckhardt-Gramatté (1901–1974)
- Dorothy James (1901–1982)
- Emmy Wegener (1901–1973)
- Hedy Frank-Autheried (1902–1979)
- Lūcija Garūta (1902–1977)
- Helvi Leiviskä (1902–1982)
- Doris Gertrude Sheppard (1902–1982)
- Freda Swain (1902–1985)
- Rose Thisse-Derouette (1902–1989)
- Claude Arrieu (1903–1990)
- Helza Cameu (1903–1995)
- María Enma Botet Dubois (1903–?)
- Rhoda Coghill (1903–2000)
- Avril Coleridge-Taylor (1903–1998)
- Lillian Fuchs (1903–1991)
- Jessie Furze (1903–1984)
- Marianne Gary-Schaffhauser (1903–1992)
- Ivy Priaulx Rainier (1903–1986)
- Joanídia Sodré (1903–1975)
- Iet Stants (1903–1968)
- Martha Alter (1904–1976)
- Undine Smith Moore (1904–1989)
- Gunild Keetman (1904–1990)
- Dorothy Parke (1904–1990)
- Esther Rofe (1904–2000)
- Dinorà de Carvalho (1905–1980)
- Andrée Bonhomme (1905–1982)
- Ulric Cole (1905–1992)
- Elizabeth Poston (1905–1987)
- Verdina Shlonsky (1905–1990)
- Shuxian Xiao (1905–1991)
- Claire Delbos (1906–1959)
- Miriam Gideon (1906–1996)
- Zara Levina (1906–1976)
- Elisabeth Lutyens (1906–1983)
- Berta Alves de Sousa (1906–1997)
- Louise Talma (1906–1996)
- Grace Williams (1906–1977)
- Ann Ronell (1906 or 1908–1993)
- Lora Aborn (1907–2005)
- Yvonne Desportes (1907–1993)
- Koharik Gazarossian (1907–1967)
- Imogen Holst (1907–1984)
- Elizabeth Maconchy (1907–1994)
- Roberta Martin (1907–1969)
- Maria Teresa Pelegrí i Marimón (1907–1995)
- Roberta Bitgood (1908–2007)
- Jean Coulthard (1908–2000)
- Helen Glatz (1908–1996)
- Joan Mary Last (1908–2002)
- Zenobia Powell Perry (1908–2004)
- Trude Rittmann (1908–2005)
- Alice Samter (1908–2004)
- Ida Vivado (1908–1989)
- Grażyna Bacewicz (1909–1969)
- Maria Dziewulska (1909–2006)
- Minna Keal (1909–1999)
- Ljubica Marić (1909–2003)
- Dana Suesse (1909–1987)

## 1910
- Elsa Barraine (1910–1999)
- Lycia de Biase Bidart (1910–1990)
- Patricia Blomfield Holt (1910–2003)
- Shena Fraser (1910–1993)
- Lila Lalauni (1910–1996)
- Paule Maurice (1910–1967)
- Evelyn La Rue Pittman (1910-1992)
- Mary Lou Williams (1910–1981)
- Kikuko Kanai (1911–1986)
- Anne-Marie Ørbeck (1911–1996)
- Julia Smith (1911–1989)
- Phyllis Tate (1911–1987)
- Lydia Auster (1911–1989)
- Jeanne Behrend (1912–1988)
- Peggy Glanville-Hicks (1912–1990)
- Gisela Hernández (1912–1971)
- Sirvart Karamanuk (1912–2008)
- Barbara Pentland (1912–2000)
- Irena Pfeiffer (1912–1996)
- Jadwiga Szajna-Lewandowska (1912–1994)
- Violet Archer (1913–2000)
- Isabel Aretz (1913–2005)
- Margaret Allison Bonds (1913–1972)
- Matilde Capuis (1913–2017)
- Peggy Stuart Coolidge (1913–1981)
- Sylvia Fine (1913–1991)
- Vivian Fine (1913–2000)
- Dulcie Holland (1913–2000)
- Miriam Hyde (1913–2005)
- Netty Simons (1913–1994)
- Esther Allan (1914–1985)
- Cacilda Borges Barbosa (1914–2010)
- Suzanne Joly (1914–2012)
- Minuetta Kessler (1914–2002)
- Teresa Rampazzi (1914–2001)
- Josée Vigneron-Ramackers (1914–2002)
- Esther Ballou (1915–1973)
- Eunice Catunda (1915–1991)
- Júlia Hajdú (1915–1987)
- Pamela Harrison (1915–1990)
- Najla Jabor (1915–2001)
- Vítězslava Kaprálová (1915–1940)
- Eunice Katunda (1915–1991)
- Joan Trimble (1915–2000)
- Berthe di Vito-Delvaux (1915–2005)
- Olga De Blanck Martín (1916–1998)
- Carin Malmlöf-Forssling (1916–2005)
- Erna Tauro (1916–1993)
- Ruth Shaw Wylie (1916–1989)
- Els Aarne (1917–1995)
- Joyce Howard Barrell (1917–1989)
- Clarisse Leite (1917–2003)
- Geraldine Mucha (1917–2012)
- Maj Sønstevold (1917–1996)
- Ėta Mayseyewna Tïrmand (1917–2008)
- Erna Woll (1917–2005)
- Lila-Gene George (1918–2017)
- Lina Pires de Campos (1918–2003)
- Gayane Č'ebotaryan (1918–1998)
- Dilys Elwyn-Edwards (1918–2012)
- Lucrecia Roces Kasilag (1918–2008)
- Matilde Salvador (1918–2007)
- Denise Tolkowsky (1918–1991)
- Jórunn Viðar (1918–2017)
- Roslyn Brogue (1919–1981)
- Eleonora Eksanishvili (born 1919)
- Ludmila Frajt (1919–1999)
- Dorothy Whitson Freed (1919–2000)
- Hilda Jerea (1919–1980)
- Qu Xixian (1919–2008)
- Galina Ustvolskaya (1919–2006)

## 1920
- Khaziza Zhubanova (1927-1883)
- Rolande Falcinelli (1920–2006)
- Dorothea Anne Franchi (1920–2003)
- Nydia Pereyra-Lizaso (1920–1998)
- Lily Bienvenu (1920-1998)
- Chaya Arbel (1921–2007)
- Dorothea Austin (1921–2011)
- Adrienne Clostre (1921–2006)
- Jeanne Demessieux (1921–1968)
- Ruth Gipps (1921–1999)
- Nazife Güran (1921–1993)
- Mara Petrova (1921–1997)
- Rosalina Abejo (1922–1991)
- Margaret Buechner (1922–1998)
- Doreen Carwithen (1922–2003)
- Odette Gartenlaub (1922–2014)
- Ester Mägi (born 1922)
- Sylvia Rexach (1922–1961)
- Jeanine Rueff (1922–1999)
- Doris Akers (1923–1995)
- Teresa Borràs i Fornell (1923–2010)
- Madeleine Dring (1923–1977)
- Jean Eichelberger Ivey (1923–2010)
- Ursula Mamlok (1923–2016)
- Dika Newlin (1923–2006)
- Elena Romero Barbosa (1923–1996)
- Ludmila Ulehla (1923–2009)
- Shafiga Akhundova (1924–2013)
- Leni Alexander (1924–2005)
- Jeanne Colin-De Clerck (n. 1924)
- Zhivka Klinkova (1924–2002)
- Angela Morley (1924–2009)
- Krystyna Moszumańska-Nazar (1924–2009)
- Tatyana Nikolayeva (1924–1993)
- Gladys Nordenstrom (1924–2016)
- Else Marie Pade (1924–2016)
- Julia Perry (1924–1979)
- Ruth Schönthal (1924–2006)
- Jitka Snížková (1924–1989)
- Erzsébet Szőnyi (1924–2019)
- Tui St. George Tucker (1924–2004)
- Consuelo Velázquez (1924–2005)
- Bebe Barron (1925–2008)
- Cathy Berberian (1925–1983)
- Edith Borroff (1925–2019)
- Hilda Dianda (n. 1925)
- Ginette Keller (n. 1925)
- Liudmila Liàdova (n. 1925)
- Nelly Moretto (1925–1978)
- Daphne Oram (1925–2003)
- Alice Parker (n. 1925)
- Amada Santos Ocampo (1925–2009)
- Jeanne Ellison Shaffer (1925–2009)
- Yolande Uyttenhove (1925–2000)
- Ruth White (1925–2013)
- Puchi Balseiro (1926–2007)
- Modesta Bor (1926–1998)
- Janine Charbonnier (n. 1926)
- Irina Elcheva (n. 1926)
- Zhun Huang (n. 1926)
- Betsy Jolas (n. 1926)
- Melinda Kistétényi (1926–1999)
- Maria de Lourdes Martins (1926–2009)
- Carmen Petra-Basacopol (n. 1926)
- Claire Polin (1926–1995)
- Marga Richter (n. 1926)
- Esther Scliar (1926–1978)
- Natela Svanidze (n. 1926)
- Irina Yel'cheva (n. 1926)
- Ruth Zechlin (1926–2007)
- Marilyn J Ziffrin (1926–2018)
- Dolores Claman (n. 1927)
- Emma Lou Diemer (n. 1927)
- Elaine Hugh-Jones (n. 1927)
- Eva Schorr (1927–2016)
- Mary Jeanne van Appledorn (1927–2014)
- Gaziza Zhubanova (1927–1993)
- Margrit Zimmermann (n. 1927)
- Luna Alcalay (1928–2012)
- Ruth Anderson (1928–2019)
- Betty Jackson King (1928–1994)
- Judith Dvorkin (1928–1995)
- Sarah Feigin (1928–2011)
- Beverly Grigsby (n. 1928)
- Lena McLin (n 1928)
- Gladys Smuckler Moskowitz (n. 1928)
- Mira J. Spektor (n. 1928)
- Nadežka Mosusova (n. 1928)
- Thea Musgrave (n. 1928)
- Adelaide Pereira da Silva (n. 1928)
- Zlata Tkach (1928–2006)
- Toshiko Akiyoshi (n. 1929)
- Nini Bulterijs (1929–1989)
- Geghuni Hovannesi Chitchian (n. 1929)
- Siegrid Ernst (n. 1929)
- Dina Koston (1929–2009)
- Nada Ludvig-Pečar (1929–2008)
- Pierrette Mari (n. 1929)
- Aleksandra Pakhmutova (n. 1929)
- Elena Petrová (1929–2002)
- Irma Urteaga (n. 1929)

## 1930
- Yardena Alotin (1930–1994)
- Vera Baeva (n. 1930)
- Jacqueline Fontyn (n. 1930)
- Joan Franks Williams (1930–2003)
- Antoinette Kirkwood (n. 1930)
- Ruth Lomon (n. 1930)
- Gudrun Lund (n. 1930)
- Jana Obrovská (1930–1987)
- Betty Roe (n. 1930)
- Clotilde Rosa (n. 1930)
- Naomi Shemer (1930–2004)
- Nancy Van de Vate (n. 1930)
- Nancy Laird Chance (n. 1931)
- Lucia Dlugoszewski (1931–2000)
- Felicia Donceanu (1931-2022)
- Sofia Gubaidúlina (1931-2025)
- Rosa Guraieb (1931–2014)
- Yüksel Koptagel (n. 1931)
- Young-ja Lee (n. 1931)
- Maria Dolores Malumbres (n. 1931)
- Myriam Marbe (1931–1997)
- Joyce Mekeel (1931–1997)
- Phillipa Duke Schuyler (1931–1967)
- Alida Vázquez (n. 1931)
- Elaine Barkin (n. 1932)
- Betty Beath (n. 1932)
- Diana Pereira Hay (n. 1932)
- Marta Jiráčková (n. 1932)
- Liu Zhuang (1932–2011)
- Tera de Marez Oyens (1932–1996)
- Pauline Oliveros (1932–2016)
- Eliane Radigue (n. 1932)
- Dorothy Ashby (1932–1986)
- Kilza Setti (n. 1932)
- Gitta Steiner (1932–1990)
- Ruth Watson Henderson (n. 1932)
- Pozzi Escot (n. 1933)
- Ida Gotkovsky (n. 1933)
- Elena Karastoyanova (n. 1933)
- Yoko Ono (n. 1933)
- Charlotte Moorman (1933–1991)
- Maria Helena Rosas Fernandes (n. 1933)
- Rocio Sanz (1933–1993)
- Alicia Urreta (1933–1987)
- Tatyana Voronina (n. 1933)
- Huguang Xin (1933–2011)
- Norma Beecroft (n. 1934)
- Nicole Lachartre (1934–1992)
- Mary Mageau (n. 1934)
- Zhanneta Lazarevna Metallidi (n. 1934)
- Teresa Procaccini (n. 1934)
- Alicia Terzian (n. 1934)
- Arlene Zallman (1934–2006)
- Thérèse Brenet (n. 1935)
- Biancamaria Furgeri (n. 1935)
- Helen Gifford (n. 1935)
- Kazuko Hara (n. 1935)
- Enid Luff (n. 1935)
- Jacqueline Nova (1935–1975)
- Shirley Walker (1935–2006)
- Qiang Wang (n. 1935)
- Mirjana Živković (n. 1935)
- Sieglinda Ahrens (n. 1936)
- Izabella Arazova (n. 1936)
- Monic Cecconi-Botella (n. 1936)
- Erika Radermacher (n. 1936)
- Erika Fox (n. 1936)
- Barbara Heller (n. 1936)
- Trisutji Kamal (n. 1936)
- Sheila Mary Nelson (n. 1936)
- Jocy de Oliveira (n. 1936)
- Vivian Adelberg Rudow (n. 1936)
- Brunhilde Sonntag (1936–2002)
- Keiko Abe (n. 1937)
- Janet Beat (n. 1937)
- Constança Capdeville (1937–1992)
- Delia Derbyshire (1937–2001)
- Irina Odăgescu (n. 1937)
- Beatriz Ferreyra (n. 1937)
- Katherine Hoover (n. 1937)
- Marta Lambertini (n. 1937)
- Diana McIntosh (n. 1937)
- Kikuko Masumoto (n. 1937)
- Bernadetta Matuszczak (1937-2021)
- Irma Ravinale (1937–2013)
- Ann Southam (1937–2010)
- Isabelle Aboulker (n. 1938)
- Maryanne Amacher (1938–2009)
- Elizabeth R. Austin (n. 1938)
- Carla Bley (n. 1938)
- Ann Carr-Boyd (n. 1938)
- Gloria Coates (n. 1938)
- Piera Pistono (n. 1938)
- Micheline Coulombe Saint-Marcoux (1938–1985)
- Tona Scherchen (n. 1938)
- Mieko Shiomi (n. 1938)
- Cornelia Tăutu (n. 1938)
- Joan Tower (n. 1938)
- Elinor Armer (n. 1939)
- Wendy Carlos (n. 1939)
- Marcelle Deschênes (n. 1939)
- Lesya Dychko (n. 1939)
- Maija Einfelde (n. 1939)
- Jennifer Fowler (n. 1939)
- Barbara Kolb (n. 1939)
- Annea Lockwood (n. 1939)
- María Luisa Ozaita (1939–2017)
- Inger Wikström (n. 1939)
- Margaret Lucy Wilkins (n. 1939)
- Ellen Taaffe Zwilich (n. 1939)

## 1940
- Heidi Baader-Nobs (n. 1940)
- Margaret Brouwer (n. 1940)
- Graciela Castillo (n. 1940)
- Eleanor Hovda (1940–2009)
- Maria Teresa Luengo (n. 1940)
- Dorothy Rudd Moore (n. 1940)
- Graciela Paraskevaidis (1940–2017)
- Eleni Karaindrou (n. 1941)
- Adrienne Albert (n. 1941)
- Judith Margaret Bailey (n. 1941)
- Anđelka Bego-Šimunić (n. 1941)
- Kay Gardner (1941–2002)
- Micki Grant (n. 1941)
- Sorrel Hays (n. 1941)
- Moya Henderson (n. 1941)
- Viera Janárčeková (n. 1941)
- Usha Khanna (n. 1941)
- Edith Lejet (n. 1941)
- Ivana Loudová (n. 1941)
- Jenny Helen McLeod (n. 1941)
- Sook-Ja Oh (n. 1941)
- Terry Winter Owens (1941–2007)
- Magaly Ruiz Lastres (n. 1941)
- Elizabeth Walton Vercoe (n. 1941)
- Gillian Whitehead (n. 1941)
- Birgitte Alsted (n. 1942)
- Silvana Di Lotti (n. 1942)
- Canary Burton (n. 1942)
- Helen Fisher (n. 1942)
- Priscilla McLean (n. 1942)
- Haruna Miyake (n. 1942)
- Meredith Monk (n. 1942)
- Kyungsun Suh (n. 1942)
- Diane Thome (n. 1942)
- Solange Ancona (n. 1943)
- Christine Berl (n. 1943)
- Michèle Bokanowski (n. 1943)
- Joanna Bruzdowicz (n. 1943)
- Laura Clayton (n. 1943)
- Eleanor Cory (n. 1943)
- Margriet Ehlen (n. 1943)
- Judy Klein (n. 1943)
- Anne Lauber (n. 1943)
- Tania León (n. 1943)
- Marta Ptaszynska (n. 1943)
- Michèle Reverdy (n. 1943)
- Alice Shields (n. 1943)
- Elżbieta Sikora (n. 1943)
- Pril Smiley (n. 1943)
- Françoise Barrière (n. 1944)
- Alison Bauld (n. 1944)
- Anna Bofill Levi (n. 1944)
- Gabriella Cecchi (n. 1944)
- Tatyana Chudova (n. 1944)
- Gloria González (n. 1944)
- Beatriz Lockhart (1944–2015)
- Gabriela Moyseowicz (n. 1944)
- Claire Renard (n. 1944)
- Marisa Rezende (n. 1944)
- Rhian Samuel (n. 1944)
- Silvia Sommer (n. 1944)
- Graciela Agudelo (1945–2018)
- Maya Badian (n. 1945)
- Gillian Bibby (n. 1945)
- Victoria Bond (n. 1945)
- Dorothy Quita Buchanan (n. 1945)
- Judith Ann Clingan (n. 1945)
- Melanie Ruth Daiken (n. 1945)
- Graciane Finzi (n. 1945)
- Ig Henneman (n. 1945)
- Nagako Konishi (n. 1945)
- Chan-Hae Lee (n. 1945)
- Vânia Dantas Leite (n. 1945)
- Younghi Pagh-Paan (n. 1945)
- Maggi Payne (n. 1945)
- Elizabeth Raum (n. 1945)
- Carol Sams (n. 1945)
- Marielli Sfakianaki (n. 1945)
- Laurie Spiegel (n. 1945)
- Julia Usher (n. 1945)
- Judith Lang Zaimont (n. 1945)
- Barbara Benary (n. 1946)
- Renate Birnstein (n. 1946)
- Anne Boyd (n. 1946)
- Geneviève Calame (1946–1993)
- Suzanne Ciani (n. 1946)
- Dora Draganova (n. 1946)
- Tsippi Fleischer (n. 1946)
- Janice Giteck (n. 1946)
- Ann-Elise Hannikainen (1946–2012)
- Ho Wai-On (n. 1946)
- Neva Krasteva (n. 1946)
- Joyce Solomon Moorman (n. 1946)
- Jane O'Leary (n. 1946)
- Anna Rubin (n. 1946)
- Claire Schapira (n. 1946)
- Daria Semegen (n. 1946)
- Marilyn Shrude (n. 1946)
- Sheila Silver (n. 1946)
- Annette Vande Gorne (n. 1946)
- Joelle Wallach (n. 1946)
- Hildegard Westerkamp (n. 1946)
- Pınar Köksal (n. 1946)
- Liana Alexandra (1947–2011)
- Laurie Anderson (n. 1947)
- Franghiz Ali-Zadeh (n. 1947)
- Ruth Bakke (n. 1947)
- Ada Gentile (n. 1947)
- Mayako Kubo (n. 1947)
- Joan La Barbara (n. 1947)
- Nicola LeFanu (n. 1947)
- Zarrina Mirshakar (n. 1947)
- Vojna Nešić (n. 1947)
- Rosica Petkova (n. 1947)
- Grażyna Pstrokońska-Nawratil (n. 1947)
- Faye-Ellen Silverman (n. 1947)
- Hilary Tann (n. 1947)
- Gwyneth Van Anden Walker (n. 1947)
- Susan Cohn Lackman (n. 1947)
- Gisèle Barreau (n. 1948)
- Diana Burrell (n. 1948)
- Julia Cenova (1948–2010)
- Janet Graham (n. 1948)
- Kerstin Jeppsson (n. 1948)
- Christina Kubisch (n. 1948)
- Junko Mori (n. 1948)
- Ilza Nogueira (n. 1948)
- Sally Johnston Reid (n. 1948)
- Shoshana Riseman (n. 1948)
- Ilona Sekacz (n. 1948)
- Lyudmila Karpawna Shleh (n. 1948)
- Bernadette Speach (n. 1948)
- Ivana Stefanović (n. 1948)
- Julia Tsenova (1948–2010)
- Jeanne Zaidel-Rudolph (n. 1948)
- Eleanor Alberga (n. 1949)
- Carol E Barnett (n. 1949)
- Ann Callaway (n. 1949)
- Rachel Galinne (n. 1949)
- Alexina Louie (n. 1949)
- Odaline de la Martinez (n. 1949)
- Zhanna Vasil'yevna Pliyeva (n. 1949)
- Shulamit Ran (n. 1949)
- Angela Ro Ro (n. 1949)
- Sharon Ruchman (n. 1949)
- Kimi Sato (n. 1949)
- Judith Shatin (born 1949)
- Marina Marta Vlad (n. 1949)
- Rain Worthington (n. 1949)

## 1950
- Lejla Agolli (n. 1950)
- Beth Anderson (n. 1950)
- Édith Canat de Chizy (n. 1950)
- Elena Firsova (n. 1950)
- Åse Hedstrøm (n. 1950)
- Yelena Sergeyevna Konshina (n. 1950)
- Libby Larsen (n. 1950)
- Elodie Lauten n. 1950)
- Lam Manyee (n. 1950)
- Vivienne Olive (n. 1950)
- Synne Skouen (n. 1950)
- Nancy Telfer (n. 1950)
- Anneli Arho (n. 1951)
- Beatriz Bilbao (n. 1951)
- Karólína Eiríksdóttir (n. 1951)
- Nancy Galbraith (n. 1951)
- Halina Harelava (n. 1951)
- Patricia Jünger (n. 1951)
- Joëlle Léandre (n. 1951)
- Cecilia McDowall (n. 1951)
- Liz Phillips (n. 1951)
- Jeannie G. Pool (n. 1951)
- Marcela Rodríguez (n. 1951)
- Doina Rotaru (n. 1951)
- Tat'yana Sergeyeva (n. 1951)
- Elizabeth Swados (1951–2016)
- Lois V Vierk (n. 1951)
- Kristi Allik (n. 1952)
- Judith Bingham (n. 1952)
- Helen Bowater (n. 1952)
- Nicole Carignan (n. 1952)
- Maya Ciobanu (n. 1952)
- Tina Davidson (n. 1952)
- Janet Dunbar (n. 1952)
- Margriet Hoenderdos (1952–2010)
- Grażyna Krzanowska (n. 1952)
- Bunita Marcus (n. 1952)
- Alla Pavlova (n. 1952)
- Kaija Saariaho (n. 1952)
- Lettie Alston (n. 1953)
- Avril Anderson (n. 1953)
- Sonja Beets (n. 1953)
- Josefina Benedetti (n. 1953)
- Susan Morton Blaustein (n. 1953)
- Wendy Mae Chambers (n. 1953)
- Chen Yi (n. 1953)
- Jody Diamond (n. 1953)
- Violeta Dinescu (n. 1953)
- Eibhlis Farrell (n. 1953)
- Adriana Hölszky (n. 1953)
- Anne LeBaron (n. 1953)
- Cynthia Cozette Lee (n. 1953)
- Anne Linnet (n. 1953)
- Cindy McTee (n. 1953)
- Lidia Zielińska (n. 1953)
- Sylvie Bodorová (n.1954)
- Elisabetta Brusa (n. 1954)
- Judith Cloud (n. 1954)
- María Escribano (n. 1954)
- Susan Frykberg (n. 1954)
- Juliana Hall (n. 1958)
- Irina Hasnaş (n. 1954)
- Birgit Havenstein (n. 1954)
- Brenda Hutchinson (n. 1954)
- Denise Kelly (n. 1954)
- Hi Kyung Kim (n. 1954)
- Renata Kunkel (n. 1954)
- Bun-Ching Lam (n. 1954)
- Pamela J. Marshall (n. 1954)
- Ella Milch-Sheriff (n. 1954)
- Betty Olivero (n. 1954)
- Cecilie Ore (n.1954)
- Elizabeth Hayden Pizer (n.1954)
- Clare Shore (n. 1954)
- Judith Weir (n. 1954)
- Pearle Christian (n. 1955)
- Eleanor Joanne Daley (n. 1955)
- Susanne Erding-Swiridoff (n. 1955)
- Elisenda Fabregas (n. 1955)
- Diamanda Galás (n. 1955)
- Gerda Geertens (n. 1955)
- Anne La Berge (n.1955)
- Masguda Shamsutdinova (n. 1955)
- Iryna Kyrylina (n. 1955)
- Marilyn Mazur (n. 1955)
- Karmella Tsepkolenko (n. 1955)
- Janika Vandervelde (n. 1955)
- Regina Harris Baiocchi (n. 1956)
- Sally Beamish (n. 1956)
- Chiara Benati (n. 1956)
- Eve de Castro-Robinson (n. 1956)
- Deborah Drattell (n. 1956)
- Anne Dudley (n. 1956)
- Michelle Ekizian (n. 1956)
- Madeleine Isaksson (n. 1956)
- Joan Jeanrenaud (n. 1956)
- Laura Kaminsky (n. 1956)
- Makiko Kinoshita (n. 1956)
- Larysa Kuzmenko (n. 1956)
- Silvina Milstein (n. 1956)
- Onutė Narbutaitė (n. 1956)
- Wynn-Anne Rossi (n. 1956)
- Marie Samuelsson (n. 1956)
- Carla Scaletti (n. 1956)
- Carolyn Steinberg (n.1956)
- Iris Szeghy (n. 1956)
- Pamela Z (n. 1956)
- Linda Bouchard (n. 1957)
- Miguel del Aguila (n. 1957)
- Chaya Czernowin (n. 1957)
- Ellen Fullman (n. 1957)
- Regina Irman (n. 1957)
- Elena Kats-Chernin (n. 1957)
- Marcela Pavia (n. 1957)
- Karin Rehnqvist (n. 1957)
- Pan Shiji (n. 1957)
- Linda Catlin Smith (n. 1957)
- Joan Szymko (n. 1957)
- Karen P. Thomas (n. 1957)
- Melinda Wagner (n. 1957)
- Janet Wheeler (n. 1957)
- Eve Beglarian (n. 1958)
- Maura Bosch (n. 1958)
- Rhona Clarke (n. 1958)
- Zulema de la Cruz (n. 1958)
- Beth Denisch (n. 1958)
- Consuelo Díez (n. 1958)
- Suzanne Giraud (n. 1958)
- Juliana Hall (n. 1958)
- Hanna Havrylets' (n. 1958)
- Miya Masaoka (n. 1958)
- Errollyn Wallen (n. 1958)
- Julia Wolfe (n. 1958)
- Barbara Woof (n. 1958)
- Sinta Wullur (n. 1958)
- Caroline Ansink (n. 1959)
- Carola Bauckholt (n. 1959)
- Sussan Deyhim (n. ca. 1958)
- Ilona Breģe (n. 1959)
- Adina Izarra (n. 1959)
- Laura Karpman (n. 1959)
- Ana Lara (n. 1959)
- Marianella Machado (n. 1959)
- Hilda Paredes (n. 1959)
- Stevie Wishart (n. 1959)
- Marti Epstein (n. 1959)

## 1960
- Maria de Alvear (n. 1960)
- Sonia Bo (n. 1960)
- Yekaterina Chemberdzhi (n. 1960)
- Andrea Clearfield (n. 1960)
- Annie Gosfield (n. 1960)
- Priti Paintal (n. 1960)
- Jocelyn Pook (n. 1960)
- Rachel Portman (n. 1960)
- Maria Schneider (n. 1960)
- Ute Wassermann (n. 1960)
- Ana-Maria Avram (n. 1961)
- Unsuk Chin (n. 1961)
- Julie Giroux (n. 1961)
- Hanna Kulenty (n. 1961)
- Michiru Oshima (n. 1961)
- Janet Owen Thomas (1961–2002)
- Lourdes Perez (n. 1961)
- Isabel Soveral (n. 1961)
- Karen Tanaka (n. 1961)
- Carolyn Yarnell (n. 1961)
- Sylvia Constantinidis (n. 1962)
- Mary Finsterer (n. 1962)
- Jennifer Higdon (n. 1962)
- Amy X Neuburg (n. 1962)
- Victoria Poleva (n. 1962)
- Rosephanye Powell (n. 1962)
- Lolita Ritmanis (n. 1962)
- Laura Schwendinger (n. 1962)
- Alex Shapiro (n. 1962)
- Chen Shihui (n. 1962)
- Bettina Skrzypczak (n. 1962)
- Allison Cameron (n. 1963)
- Keiko Fujiie (n. 1963)
- Joelle Khoury (n. 1963)
- Veronika Krausas (n. 1963)
- Sophie Lacaze (n.1963)
- Ann Millikan (n. 1963)
- Isabel Mundry (n. 1963)
- Halyna Ovcharenko (n. 1963)
- Lucia Ronchetti (n. 1963)
- Elena Ruehr (n. 1963)
- Calliope Tsoupaki (n. 1963)
- Hana Vejvodová (1963–1994)
- Debbie Wiseman (n. 1963)
- Michiru Yamane (n. 1963)
- Julia Gomelskaya (1964–2016)
- Gao Hong (n. 1964)
- Yoko Kanno (n. 1964)
- Eva Noer Kondrup (n. 1964)
- Gabriela Ortiz (n. 1964)
- Sarah Peebles (n. 1964)
- Annette Schlünz (n. 1964)
- Augusta Read Thomas (n. 1964)
- Mariana Villanueva (n. 1964)
- Diane Wittry (n. 1964)
- Jennifer Margaret Barker (n. 1965)
- Carin Bartosch Edström (n. 1965)
- Zana Clarke (n. 1965)
- Evelyn Glennie (n. 1965)
- Rozalie Hirs (n. 1965)
- Yuki Kajiura (n. 1965)
- Albena Petrovic-Vratchanska (n. 1965)
- Charlotte Seither (n. 1965)
- Georgia Spiropoulos (n. 1965)
- Melissa Hui (n. 1966)
- Liza Lim (n. 1966)
- Gráinne Mulvey (n. 1966)
- Deirdre Gribbin (n. 1967)
- Yukie Nishimura (n. 1967)
- Rebecca Saunders (n. 1967)
- Yoko Shimomura (n. 1967)
- Katia Tiutiunnik (n. 1967)
- Laura Andel (n. 1968)
- Kerani (n. 1968)
- Vanessa Lann (n. 1968)
- Olga Neuwirth (n. 1968)
- Roxanna Panufnik (n. 1968)
- Ana Sokolovic (n. 1968)
- Anjelika Akbar (n. 1969)
- Johanna Doderer (n. 1969)

## 1970
- Siobhán Cleary (n. 1970)
- Graziella Concas (n. 1970)
- Marzena Komsta (n. 1970)
- Chihchun Chi-sun Lee (n. 1970)
- Lotta Wennäkoski (n. 1970)
- Marina Leonardi (n. 1970)
- Arlene Sierra (n. 1970)
- Aleksandra Vrebalov (n. 1970)
- Malika Kishino (n. 1971)
- Soe Tjen Marching (n. 1971)
- Katharina Rosenberger (n. 1971)
- Ingrid Stölzel (n. 1971)
- Jessica Grace Wing (1971–2003)
- Natasha Barrett (n. 1972)
- Emily Doolittle (n. 1972)
- Amber Ferenz (n. 1972)
- Gabriela Lena Frank (n. 1972)
- Hiba Kawas (n. 1972)
- Analia Llugdar (n. 1972)
- Deborah Lurie (n. 1972)
- Nkeiru Okoye (n. 1972)
- Helena Tulve (n. 1972)
- Sungji Hong (n. 1973)
- Lera Auerbach (n. 1973)
- Jessica Curry (n. 1973)
- Tansy Davies (n. 1973)
- Elena Mendoza (n. 1973)
- Amy Scurria (n. 1973)
- Selma Björnsdóttir (n. 1974)
- Ellen C. Covito (n. 1974)
- Meri von KleinSmid (n. 1974)
- Ailís Ní Ríain (n. 1974)
- Jennifer Walshe (n. 1974)
- Dalit Warshaw (n. 1974)
- Hyo-Won Woo (n. 1974)
- Kati Agócs (n. 1975)
- Eugenia Manolidou (n. 1975)
- Raminta Šerkšnytė (n. 1975)
- Annelies Van Parys (n. 1975)
- Svitlana Azarova (n. 1976)
- Rita Kassabian (n. 1976)
- Catherine Kontz (n. 1976)
- Andrea Reinkemeyer (n. 1976)
- Wang Ying (n. 1976)
- Hafdís Bjarnadóttir (n. 1977)
- Karola Obermueller (n. 1977)
- Jennifer Thomas (pianist) n. 1977)
- Anna S. Þorvaldsdóttir (Thorvaldsdottir) (n. 1977)
- Du Yun (n. 1977)
- Wu Fei (n. 1977)
- Kerry Andrew (n. 1978)
- Justine Electra (n. 1978)
- Emily Hall (n. 1978)
- Vanessa-Mae (n. 1978)
- Anna Meredith (n. 1978)
- Agata Zubel (n. 1978)
- Clarice Assad (n. 1978)
- Annesley Black (n. 1979)
- Emily Howard (n. 1979)
- Kate Moore (n. 1979)

## 1980
- Abbie Betinis (n. 1980)
- Anna Clyne (n. 1980)
- Cheryl Frances-Hoad (n. 1980)
- Wang Jie (n. 1980)
- Maria Huld Markan Sigfúsdóttir (n. 1980)
- Dobrinka Tabakova (n. 1980)
- Missy Mazzoli (n. 1980)
- Sarah Nemtsov (n. 1980)
- Helen Grime (n. 1981)
- Hannah Lash (n. 1981)
- Angélica Negrón (n. 1981)
- Charlotte Bray (n. 1982)
- Natalie Ann Holt (n. 1982)
- Jessie Montgomery (n. 1982)
- Donika Rudi (n. 1982)
- Caroline Shaw (n. 1982)
- Ann Cleare (n. 1983)
- Reena Esmail (n. 1983)
- Raquel García-Tomás (n. 1984)
- Sarah Hutchings (n. 1984)
- Sasha Siem (n. 1984)
- Cristina Spinei (n. 1984)
- Dafina Zeqiri (n. 1984)
- Isobel Waller-Bridge (n. 1984)
- Alissa Firsova (n. 1986)
- Cevanne Horrocks-Hopayian (n. 1986)
- Kathryn Salfelder (n. 1987)
- Shiva Feshareki (n. 1987)
- Julia Adolphe (n. 1988)
- Bára Gísladóttir (n. 1989)
- Elizabeth Ogonek (n. 1989)
- Freya Waley-Cohen (n. 1989)

## 1990
- Anja Plaschg (n. 1990)
- Lucy Armstrong (n. 1991)
- Georgia Koumará (n. 1991)
- Dani Howard (n. 1993)
- Lillie Harris (n. 1994)
- Grace-Evangeline Mason (n. 1994)
- Clàudia Baulies (n. 1994)

## 2000s
- Emily Bear (n. 2001)
- Alma Deutscher (n. 2005)

## Desconegut
- Claire Liddell (n. al s. XX)
- Mary McDonald (n. al s. XX)
- Winifred Phillips (n. al s. XX)
- Yuka Tsujiyoko (n. al s. XX)

- Llista de compositors de dones australianes
- Llista de compositors
- Llista de segle XX compositors clàssics
- Llista de compositors de puntuació de pel·lícula femella
- Trobairitz Dones troubadours, actualment inclou bios de Azalais de Porcairagues, Castelloza, i el Comtessa de Dìa.
- Categoria:compositors Femella
- Dones dins música

- La llista està parcialment creada utilitzant la funció Grove "Explore" de Grove, Grove Music Online, ed. L. Macy (consultat el 23 de setembre de 2006), grovemusic.com (Accés de subscripció).
- El llibre "Murries", de Mar Medinyà.
- "Women Composers: A Database by the Kapralova Society". (Consultat el 23 de juliol de 2013),[3]